# Władysław Niedźwiedzki

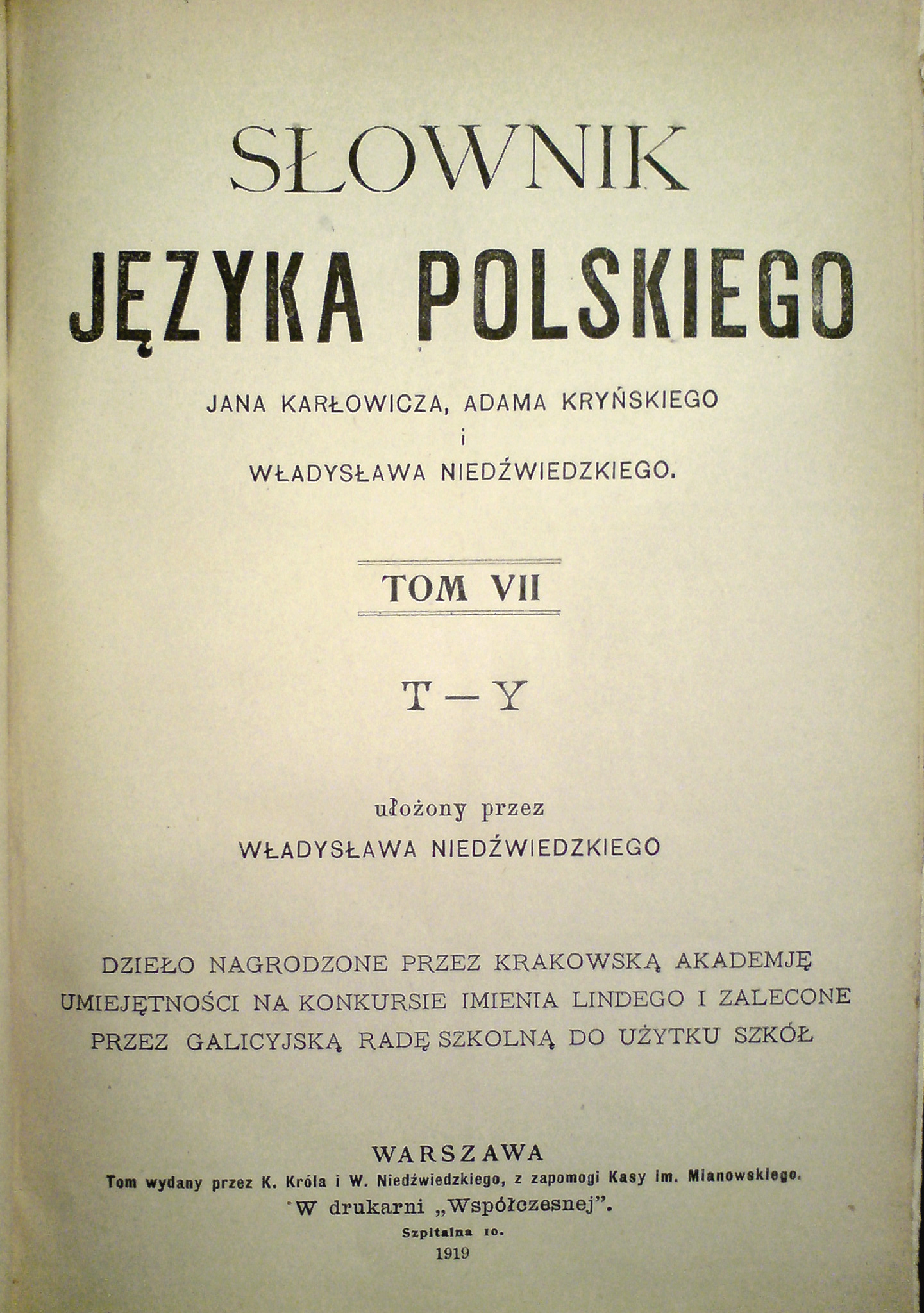
Strona tytułowa tomu VII słownika „warszawskiego”

Władysław Marcin Niedźwiedzki (ur. 11 października 1849 w Warszawie, zm. 6 lutego 1930 tamże) – polski językoznawca, pedagog, etnograf i leksykograf, autor rozpraw z etnografii słowiańskiej i polskiej, autor słownika spolszczeń.
Do szkoły powiatowej i gimnazjum uczęszczał do roku 1868 w Warszawie, po roku przerwy podjął studia w „sekcji słowiańskiej” Cesarskiego Uniwersytetu Warszawskiego; studia ukończył ze stopniem kandydata w 1873 i pozostał na uniwersytecie jako stypendysta z zamiarem uzyskania magisterium. Od 1878 był przez rok nauczycielem języka polskiego w II progimnazjum w Warszawie, a w następnych latach, do roku 1883, w V Gimnazjum. Później lektor języka polskiego na Uniwersytecie Warszawskim.
Od 1891 wraz z Janem Karłowiczem i Adamem Kryńskim współautor (a po śmierci Karłowicza w 1903, od tomu IV w 1908 – samodzielny redaktor) ośmiotomowego Słownika języka polskiego, zwanego warszawskim, wydanego przy wsparciu Kasy im. Józefa Mianowskiego na przełomie wieków XIX i XX w Warszawie, nagrodzonego przez Krakowską Akademię Umiejętności na konkursie im. Lindego.
Wraz z Antonim Krasnowolskim opracował wydany przez Michała Arcta podręczny „Słownik staropolski” w 2 tomach (1914).
Niedźwiedzki znany jest też jako autor ważnego słownika spolszczeń z roku 1917 (Wyrazy cudzoziemskie zbyteczne w polszczyźnie), a więc słownika wyrazów obcych o charakterze purystycznym. W słownikach spolszczeń/spolszczających w miejsce wyrazów pochodzenia obcego proponowane są rodzime ekwiwalenty, które mają zastąpić dany wyraz obcy. W słowniku Niedźwiedzkiego występuje wiele germanizmów.
Członek zarządu Kuchni Tanich w Warszawie, od 1896 był dyrektorem Kuchni Taniej nr 2.
Oprócz Słownika Języka Polskiego opublikował m.in.:
w czasopiśmie Niwa
„O Słowakach”
„Ślady i znaczenie mitu o szklanej górze”
„Polacy na pograniczu Węgier”
„Wianki”
„Babie lato”
w czasopiśmie Ateneum
„Święcone”
„Dzień św. Marcina”
w czasopiśmie Słowo
„N. M. Panna Roztworna”
w czasopiśmie Kłosy
„Wigilja Bożego Narodzenia”.
Ponadto w Przeglądzie Tygodniowym ogłosił pracę o rozprawie prof. Makuszewa „O wpływie języka rosyjskiego na piśmiennictwo staropolskie”; w Dwutygodniku naukowym o pisowni imienia „Marja”; w Pracach filologicznych – „O pochodzeniu ъ i ь”; w Gazecie Warszawskiej – „Ze wspomnień studenckich”.
Był także współautorem artykułów publikowanych na jubileusz Elizy Orzeszkowej i Aleksandra Świętochowskiego, a w pomnikowym wydaniu dzieł Jana Kochanowskiego opracował kilka utworów tego poety. Przez pewien czas był współpracownikiem czasopisma Wisła.